# Amiga

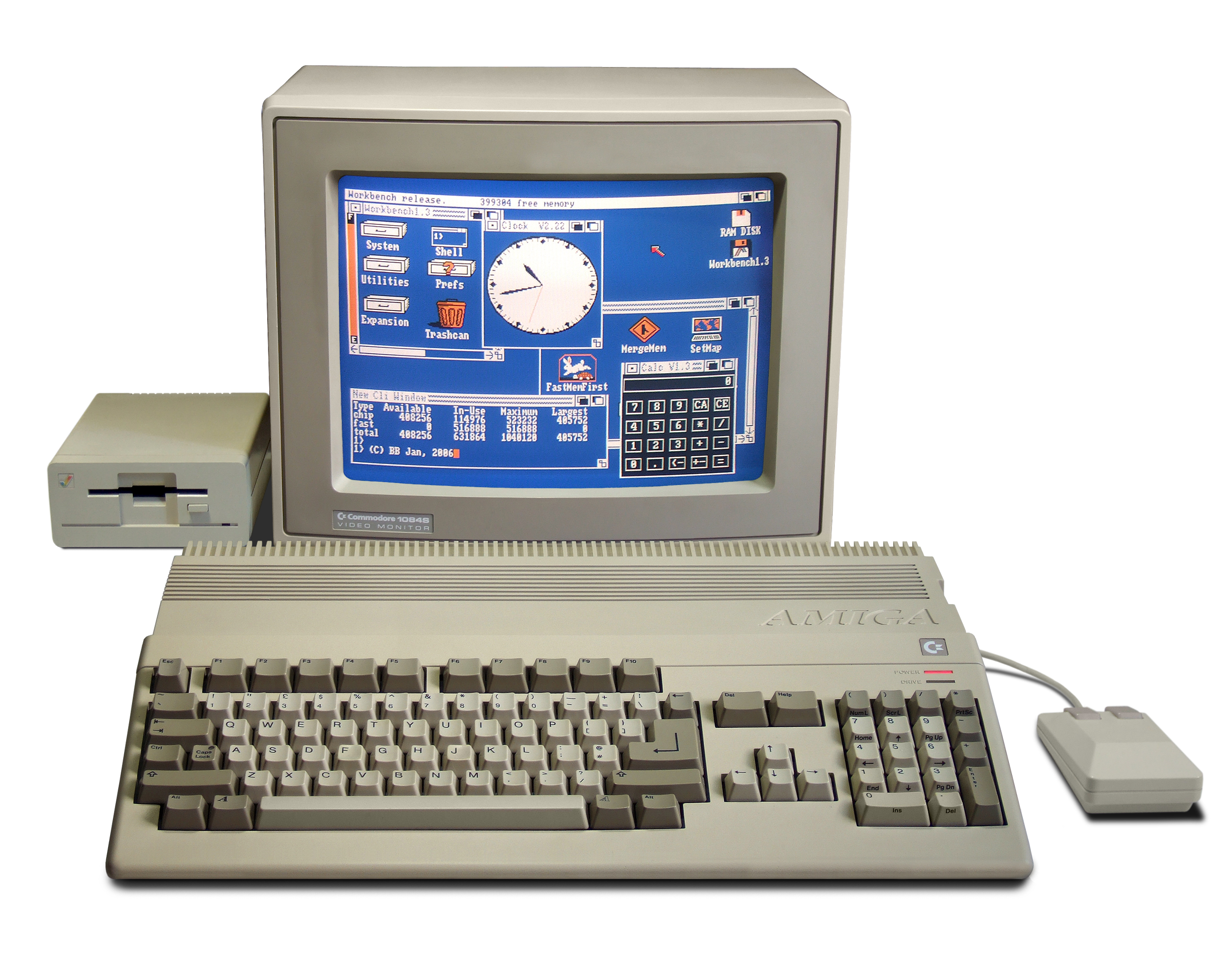
Sistema Amiga500

Commodore Amiga ou simplesmente AMIGA é uma família de computadores de 16/32 bits fabricados pela empresa canadense Commodore nos anos 1980 e 90.
Ficaram famosos pelos recursos multimídia e multitarefa apresentados em sua época. Possuíam uma arquitetura de múltiplos processadores que permitia executar tarefas avançadas nas áreas gráficas e jogos.
Um mau marketing e decisões erradas de mercado fizeram com que o Amiga definhasse diante de seus concorrentes no começo dos anos 1990, o que levaria a falência da Commodore.

## História

### Antecedentes
Na década de 1970, no mercado de computadores, acirrou-se a competição entre a "Big Blue" (a IBM) e os "Sete Anões" (Sperry Rand, Control Data, Honeywell, RCA, NCR, GE e Burroughs), o que acarretou em uma redução dos custos de produção dos equipamentos. Graças a essa conjuntura, em 1975 foi possível o lançamento do primeiro computador pessoal: o Altair 8800.
No ano seguinte, o Apple I foi lançado, popularizando o computador pessoal e tornando os seus criadores milionários. Iniciava-se a prosperidade do Vale Do Silício.

### O projeto do AMIGA
A história do AMIGA remonta a 1982, quando três jovens doutorados da Flórida decidiram desenvolver a última palavra em console de jogos. O negócio do videogames domésticos baseados em ROM estava estourando à época, e ainda não existia nenhum vestígio da Sega ou da Nintendo trabalhando nessa área.
A empresa foi fundada em Los Gatos (Califórnia), contando com os currículos de Jay Minner, o designer de chip responsável pelo revolucionário hardware audiovisual do Atari 800 e do console VCS. A aquisição seguinte foi Dave Morse da Tonka Toys, para o cargo de vice-presidente de vendas, e por fim, em julho de 1983, uniu-se a eles R. J. Mical, vindo da Defender, mas que anteriormente havia trabalhado nos jogos arcade Sinistar e Star Bike.
Priorizar a compatibilidade com o usuário era o elemento-chave dos três profissionais e foi essa mesma procura de proximidade que levou a empresa a chama-lo "Amiga". O projeto era o de criar aquele que seria o videogame definitivo da década de 1980, e o console então em desenvolvimento foi chamado de "Lorraine".
A ideia original consistia em unir um teclado e um disk-drive a sofisticados sistemas de tarefas múltiplas ("multitasking") e a um leque abrangente de periféricos. À medida que o projeto tomava forma, algumas ideias para novos jogos foram surgindo, perdendo-se tempo no desenvolvimento desses projetos paralelos e com isso, na Primavera de 1984 a Amiga Computer Inc. encontrava-se na falência.
Para salvá-la, existiam contatos de vários interessados em potencial, inclusive a Sony, a Philips e a própria Apple Inc.. Ninguém se interessou, exceto Jack Tramiel. O fundador da Commodore havia recentemente deixado a empresa e comprado a enferma Atari, da Warner Bros. Ele necessitava de um microcomputador potente para superar a concorrência e insuflar nova vida à Atari. Depois de acaloradas conversações, um acordo foi fechado. Foi quando, à última hora, a própria Commodore surgiu e adquiriu a companhia: o nome "Lorraine" foi preterido em favor do nome "AMIGA".
Tramiel, sem perda de tempo, lançou o computador Atari ST para fazer face a esta nova ameaça da Commodore. As duas máquinas viriam efetivamente a se tornar fortes competidoras. Recorde-se que, à época, a Commodore atingira a marca do primeiro milhão de computadores domésticos vendidos, com o Commodore VIC-20, número que se constituía num respeitável cartão de visitas.
A esta ponto, o projeto "AMIGA" já estava definido: um microprocessador Motorola 68000 de 32 Bits, e 4 coprocessadores customizados gerenciavam uma resolução gráfica de até 640 X 400 pixels, 32 cores de uma paleta de até 4096 tonalidades, som estéreo de até 4 canais, drive interno de 3,5 polegadas, recurso de multitasking, etc. O sistema incorporou e desenvolveu ainda o recurso de interface iconográfica com o usuário, utilizado inicialmente pelo Macintosh e desenvolvido mais tarde nos IBM/PC com o nome de "Windows".

### OAmiga 1000

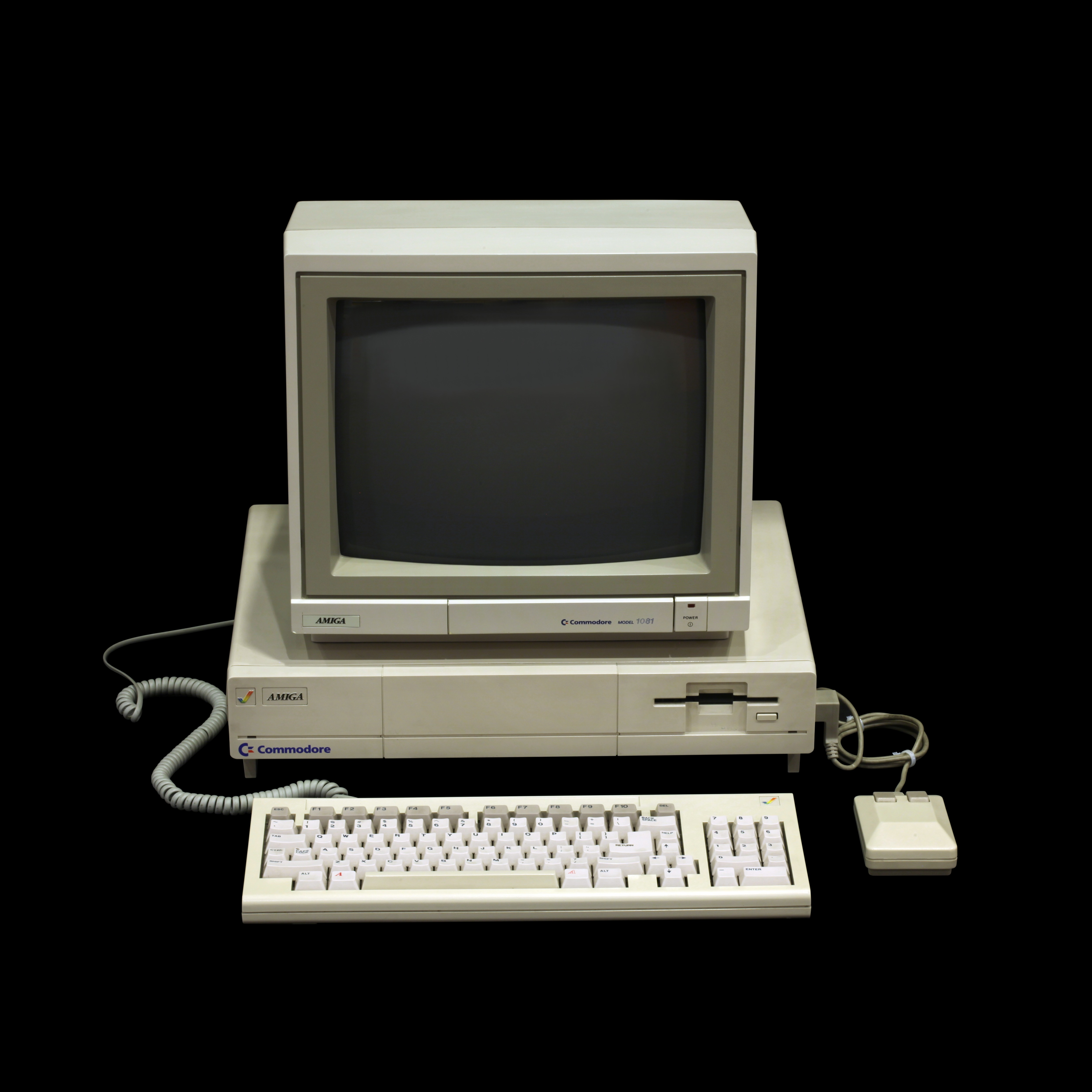
Computador pessoal Amiga 1000 de 1985.

Apesar de se constituir num computador perfeito para o hobbysta, a Commodore tentou vender inicialmente o "AMIGA" como uma máquina para negócios, talvez impressionada pelo sucesso do lançamento, em 1981, do microcomputador PC, pela IBM.
Em 1985 foi lançado o "Amiga 1000", foi apresentado no Lincoln Centre em New York  no dia 23 de Julho num evento luxuoso com Andy Warhol e Debbie Harry do Blondie, o modelo tinha 4096 cores, multitarefa preemtiva e outros recursos avançados para sua época, porém problemas de distribuição e o seu marketing um marketing confuso, fizeram com que o Amiga tivesse um início tépido. Além disso, faltava o principal: o software.
Os prejuízos nas vendas levaram à conclusão de que o design econômico da máquina e o seu teclado de 89 teclas não haviam convencido o público-alvo, ao mesmo tempo que haviam espantado qualquer usuário potencial de um micro para lazer.
A pressa no lançamento, além disso, havia deixado que passassem para o consumidor falhas, que noutra máquina, teriam sido eliminadas na prancheta de desenho.

### O Amiga 500 e o Amiga 2000

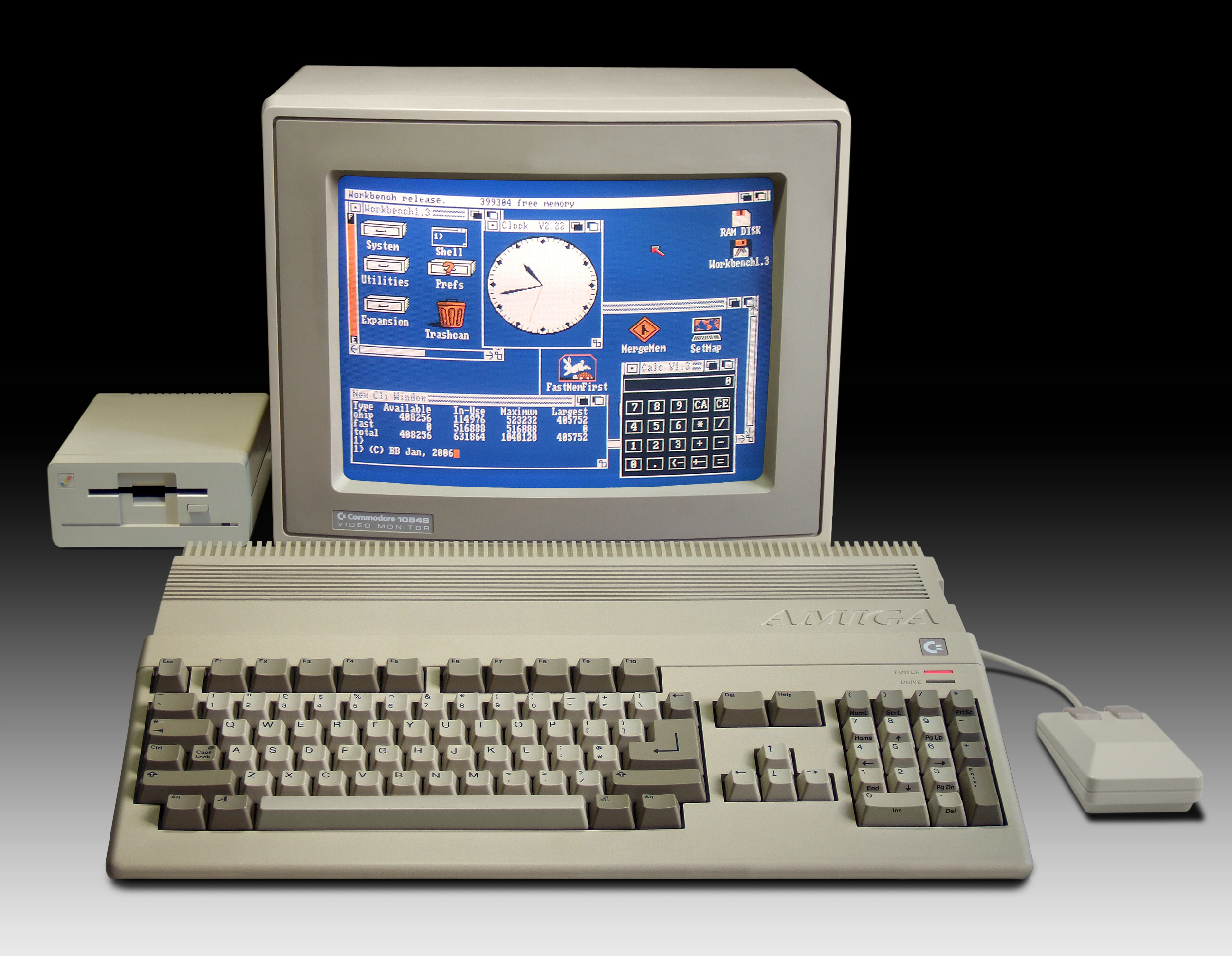
O Amiga 500 de 1987, o modelo mais vendido.

O verdadeiro sucesso do "AMIGA" não veio antes do redesenhado A500, lançado em 1987, com design corrigido, sistema operacional refeito, uma política de preços mais baixos e um marketing mais agressivo. Tão importante quanto isso, a Commodore uniu-se a empresas de desenvolvimento de software como a Ocean para desenvolver jogos, e a Gold Disk para desenvolver aplicativos, tendo como resultado uma série de bem-sucedidos pacotes.
O A500 era voltado para um segmento mais popular de consumo (jogos e aplicações leves), incorporando CPU e teclado num mesmo gabinete, emulando o IBM/PC via software, com 512 Kb de fábrica e capacidade de expansão.
Imediatamente em seguida foi lançado o AMIGA 2000, uma versão profissional da linha, com um design mais sofisticado e capacidade de emular o IBM/PC-AT via hardware. Com 1 Mb de fábrica, podia ser expandido com o processador original (o Motorola 68000) até 9 Mb, e com um 68020/30 e um MMU, até aos Gigabytes.
As melhorias do projeto incluíam ainda um teclado do tipo PC/AT com 104 teclas e uma revisão abrangente das falhas originais de projeto, bem como a incorporação de diversas melhorias à mecânica das máquinas, facilitando a sua manutenção.
Por ser um projeto de arquitetura "aberta", em pouco tempo uma série de outras empresas pode oferecer ao consumidor uma gama variada de periféricos e programas, que expandiram bastante os recursos originais. O usuário de AMIGA dispunha, à época, de uma biblioteca de programas nada desprezível, à qual se somam ainda, via emuladores/conversores, as de IBM/PC e Apple/Mac.

### Da década de 1990

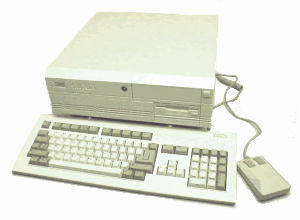
Amiga 4000 de 1992.

Na década de 1990 foram lançados o A3000, com desenho de uma "low workstation", linhas sóbrias e perfil compacto, a A1500, e o A500P. No Brasil o A600 destinava-se a suprir a lacuna aberta com o fim da reserva de mercado. Finalmente foi lançado o A1200 com 2M de RAM e processador de 32 bits e ainda sua versão em videogame: o AMIGA CD32, que foi um verdadeiro fracasso de vendas, durando apenas 8 meses no mercado.
Ainda em 1994, a Commodore lançou novo modelo dedicado ao uso profissional - o A4000 -, equipado com a linha de processadores Motorola 68030/68040 e pronto para receber o hardware Newtek Video Flyer, sistema pioneiro em edição não-linear de vídeo. Não ia muito adiante, em abril de 1994, a Commodore anunciaria seu plano de bancarrota voluntária.
Esse foi o último e o mais poderoso modelo produzido pela Commodore e que acabou consagrado nos principais estúdios de cinema e televisão.

### Década de 2000 aos dias atuais

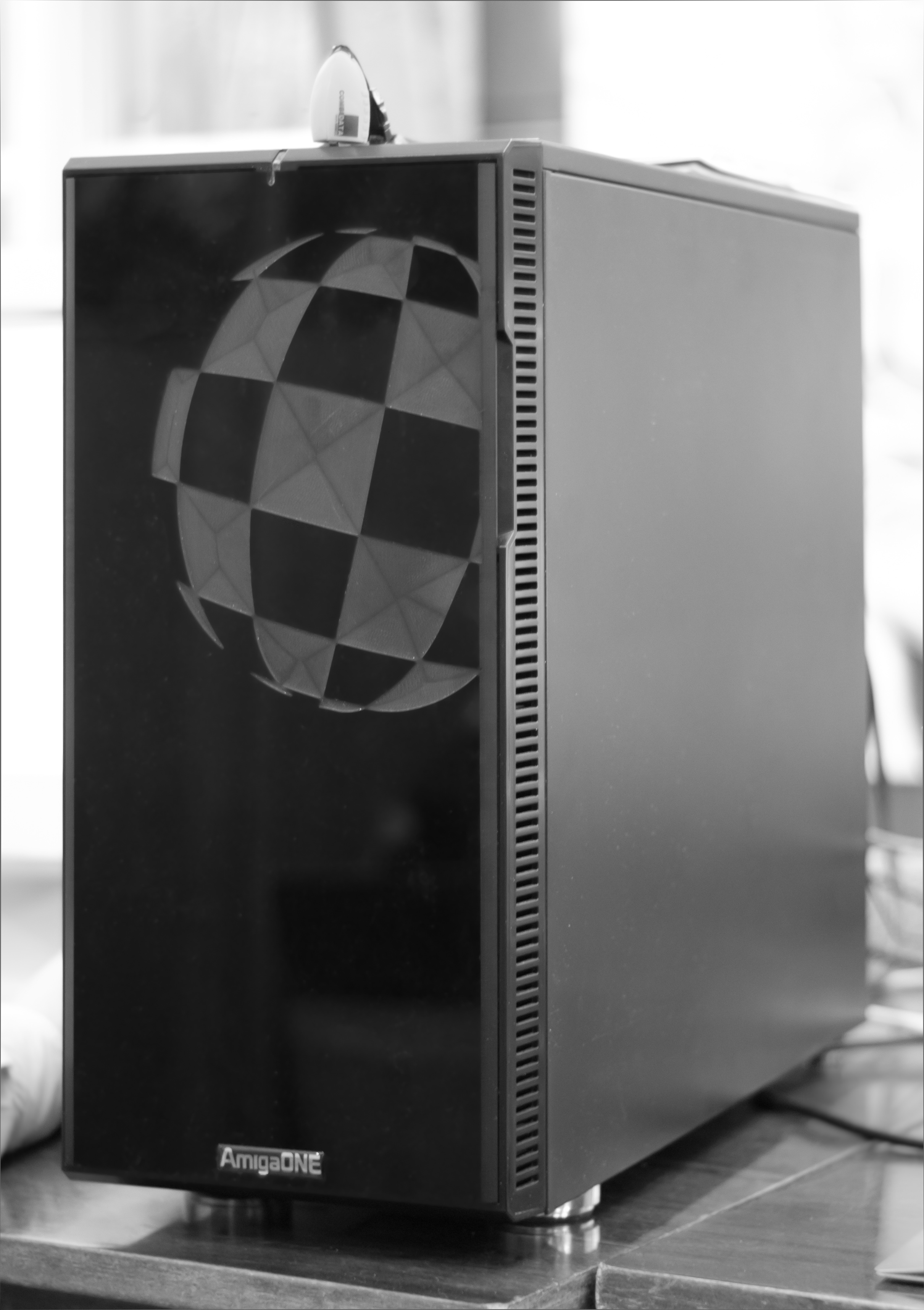
AmigaOne X1000.

Desde então, a família sofreu com a massificação do PC e do Microsoft Windows, tendo a plataforma rapidamente sido abandonada por estar obsoleta, principalmente em um universo onde o PC era dominante.
A marca Amiga e o seu sistema operacional desde então caiu em várias mãos: inicialmente, a Commodore UK tinha a intenção de comprar o restante da empresa e colocar no mercado produtos com o novo chipset Hombre. Porém, foi a Escom da Alemanha quem incialmente compraria a empresa. Esta apresentaria um protótipo chamado de Amiga Walker. Na época era considerada uma máquina pouco competitiva, especificações apenas com melhorias iterativas sob as linhas antigas e design estranho. Todavia, declarou bancarrota em junho de 1996.
A massa falida da Escom seria comprada pela Gateway, que até havia planos e protótipos para uma nova linha de Amigas baseados no sistema operacional QNX.
Entretanto, ainda é bastante utilizada em mesas de edição em emissoras de TV e por alguns utilizadores fiéis em Portugal, no Brasil e em outros países, que continuam a utilizar esse hardware assim como a desenvolver e traduzir software para o mesmo.
O Amiga ainda é produzido, mas agora com processadores CPUs RISC PowerPC G3, G4+, etc., instalados em placas-mãe AmigaOne, Pegasus e Sam440.

## Características
Uma das características do AMIGA é o "boot" do seu DOS. O AMIGA/DOS não é residente, e para isso o usuário dispõe de um programa - o Workbench - que é carregado na memória e de onde os demais são rodados. Para simplificar: a maioria dos programas (ou discos com programas), vêm com um "boot-block" standard desse Workbench, que ocupa os dois primeiros blocos de armazenamento de um disco formatado como Amiga/DOS.
A informação requerida para identificar um disco formatado como AMIGA/DOS, é um pequeno trecho de informações que deixa algumas centenas de bytes livres no "boot-block" (isso pode ser constatado com uma ferramenta para examinar os setores/trilhas de um disco, como o DiskX de Steve Tibbett).
Alguns programadores utilizam esse espaço para exibir mensagens contínuas, melodias ou imagens. Cópias de programas violados por "hackers" costumam exibir as suas "marcas" imediatamente após a mensagem que indica estar sendo carregado o sistema operacional. Foi nesse espaço que os primeiros espécimes de vírus do AMIGA se emboscaram.
Embora pouco divulgado, o Amiga foi o precursor de muitos dos recursos utilizados nos actuais sistemas operativos, sendo um dos primeiros sistemas operacional (o Workbench), a utilizar multi-tarefa em tempo real. O AmigaOS - Workbench, Sistema Operativo da plataforma Amiga foi atualizado até meados de 1999 pela Commodore e hoje encontra-se na versão 4.0.
O Sistema Operativo AmigaOS - Workbench da versão 1.0 até à versão 3.9 utiliza os processadores CPUs da família Motorola 68000 até ao 68060. O novo Sistema Operativo AmigaOS 4.0 e versões posteriores só funcionaram nos Amiga com processadores CPUs PowerPC.
Outro grande avanço da linha de computadores Amiga foi sua arquitetura de chips gráficos trabalhando em paralelo com o processador principal que permitia um desempenho inigualável em aplicações multimídia e serviu de inspiração para as atuais placas aceleradoras de vídeo.
A estabilidade do sistema foi decisiva para sua utilização dos Amiga nas operações telemetria de foguetes da Nasa, vários modelos de computadores foram testados mas o Amiga foi muito superior nos resultados.

### Lista de versões

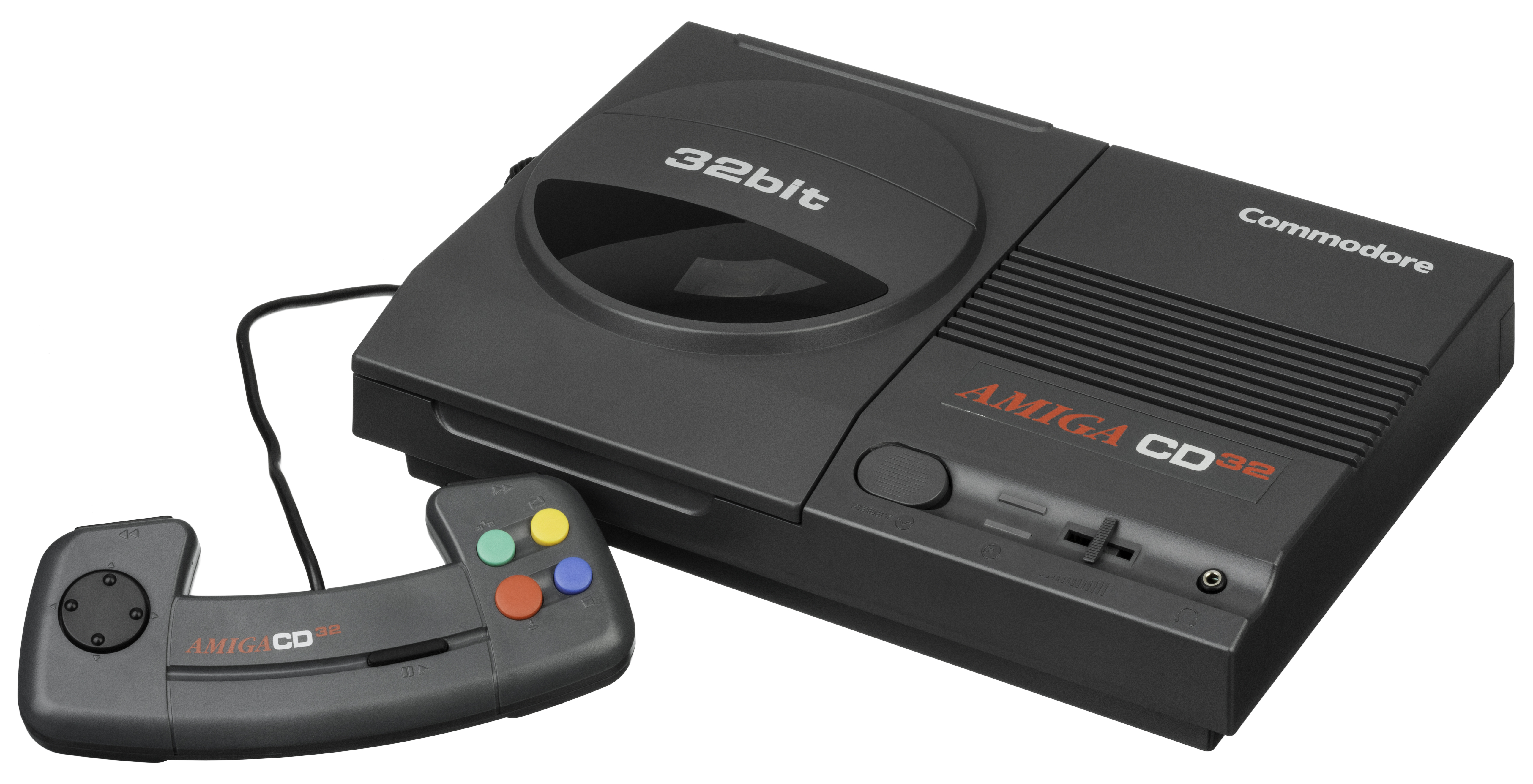
Amiga CD32 de 1993, console de jogos eletrônicos com hardware baseado no Amiga 1200.

O Amiga conheceu várias versões desde o seu lançamento em 23 de Julho de 1985:
- Amiga 1000 (1985 a 1987)
- Amiga 500 (1987 a 1991)
- Amiga 2000 (1987 a 1992)
- Amiga 2500 (1989 a 1990) - foi um modelo variante do A2000
- Amiga 3000 (junho de 1990 a 1992)
- Amiga 3000UX (1990 a 1992) foi uma versão UNIX do A3000
- Amiga 1500 (1990 a 1991) foi um modelo variante do A2000, comercializado apenas no Reino Unido
- Amiga 3000T (1991 a 1992)
- Amiga CDTV (março de 1991 a 1992)
- Amiga 500+ (1991 a 1992) - foi um modelo de exportação para mercados fora dos EUA
- Amiga 600 (março de 1992) - a versão brasileira foi montada pela PCI Componentes da Amazônia S.A.
- Amiga 4000 (setembro de 1992 a 1994)
- Amiga 1200 (outubro de 1992 a 1994) - montado pela empresa alemã ESCOM de 1995 a 1996; a versão brasileira foi montada pela PCI Componentes da Amazônia S.A.
- Amiga 4000/030 Amiga 4000/040 (abril de 1993 a 1994)
- Amiga CD32 (setembro de 1993 a 1994) - a versão brasileira foi montada pela PCI Componentes da Amazônia S.A.
- Amiga 4000T (1994 a 1997) - montado pela empresa alemã ESCOM de 1995 a 1996 e pela empresa americana QuikPak em 1997

## Uso profissional
- Uso na NASA em Sistemas de Visão Sintética (Synthetic vision system - simulação do ambiente externo para pilotagem em visibilidade baixa ou zero) e em Telemetria (ver link abaixo em "Ligações externas").
- Edição de Video (efeitos, animações, legendagem, etc)
- Edição de Áudio (MIDI, sequenciador, compositor, etc)